# Casa de John W. Elliott
La Casa de John W. Elliott es una residencia histórica ubicada en Eutaw, Alabama, Estados Unidos.

## Historia
La estructura de estilo cabaña criolla fue construida en 1850 por Jesse Gibson para John Williams Elliott, un relojero y joyero. Elliott nació en 1814 en el condado de Litchfield, Connecticut y emigró a Eutaw alrededor de 1840. Elliott se casó con Louisa Elizabeth Towner, maestra y nativa del condado de Rutland, Vermont en 1843. Tuvieron tres hijos, todos nacidos y criados en Eutaw. Luisa falleció en 1853. John luego se casó con Blanche Smith Chapman, natural de Virginia, en 1858. La familia Elliott dejó Eutaw antes del estallido de la Guerra de Secesión y se mudó a Brooklyn, Nueva York, donde murió John Elliott en 1888.
La casa se colocó en el Registro Nacional de Lugares Históricos como parte de los Recursos Temáticos de Casas Antebellum en Eutaw el 2 de abril de 1982, debido a su importancia arquitectónica. La casa se ha movido a otro lugar desde la lista y el sitio ahora es un estacionamiento.